# モリナガ・ヨウ
モリナガ・ヨウ（男性、1966年 - ）は、日本のタレント。東京都渋谷区出身。
早稲田大学教育学部卒業。学生時代は早稲田大学漫画研究会に所属。
ミリタリーモデル製作を趣味としており、模型雑誌「モデルグラフィックス」への投稿を経て同誌や姉妹紙「アーマーモデリング」で作例やイラストを手掛け、海洋堂の戦車食玩「ワールドタンクミュージアム」の同封解説書イラストも担当している。
空想科学研究所工場長もしている。2016年、「築地市場　絵でみる魚市場の一日」で第63回産経児童出版文化賞大賞受賞。

## 作品リスト
- あら、カナちゃん！（大日本絵画社刊）
- 東京右往左往（「じゃらん」連載、大日本絵画社刊）
- 35分の1スケールの迷宮物語（「モデルグラフィックス」連載、大日本絵画社刊）
- ワールドタンクミュージアム図鑑（解説書イラスト総集編、大日本絵画社刊）
- 『空想科学読本』シリーズ表紙オブジェ製作
- モリナガ・ヨウの土木現場に行ってみた！（アスペクト刊）
- モリナガ・ヨウのプラモ迷宮日記（大日本絵画社刊）
- PANZERTALES WORLD TANK MUSEUM illustrated―ワールドタンクミュージアム図鑑（大日本絵画社刊）
- ワールドタンクタンクミュージアム全集（大日本絵画社刊）
- らんらんランドセル（めくるむ刊）

## 出演
- 働く車大全集(MONDO TV、2009年-)